# Климково (Мошенський район)
Климково (рос. Климково) — присілок в Мошенському районі Новгородської області Російської Федерації.
Населення становить 0 осіб. Входить до складу муніципального утворення Орєховське сільське поселення.

## Історія
Від 2004 року входить до складу муніципального утворення Орєховське сільське поселення.

## Населення
| 2010 |
| ---- |
| 0    |